# Cardano (kriptovalutna platforma)
Cardano je kriptovalutno omrežje in odprtokodni projekt, katerega namen je upravljati javno platformo veriženja blokov za pametne pogodbe. Cardanova kriptovaluta se imenuje Ada. Razvoj projekta nadzira in upravlja fundacija Cardano s sedežem v Zugu v Švici. 

## Zgodovina
Platformo so začeli razvijati v letu 2015 in jo je javnosti leta 2017 predstavil Charles Hoskinson, ki je soustanovitelj platform Ethereum in BitShares.   Hoskinson je dejal, da je Ethereum zapustil po sporu glede ohranjanja neprofitnosti platforme Ethereum. Po odhodu je skupaj s fundacijo Cardano in družbo Emurgo soustanovil podjetje IOHK za inženirstvo veriženja blokov, ki v sodelovanju s fundacijo Cardano in družbo Emurgo razvija platformo Cardano. Platforma je poimenovana po zdravniku in kriptografu Gerolamu Cardanu, kriptovaluta pa po matematičarki Adi Lovelace.
Valuta je prvič nastopila s tržno kapitalizacijo 600 milijonov dolarjev. Do konca leta 2017 je dosegla tržno kapitalizacijo 10 milijard dolarjev in leta 2018 na kratko vrednost 33 milijard dolarjev, preden se je vrednost zaradi splošnega zaostrovanja trga kriptovalut znižala na 10 milijard dolarjev. Sredi leta 2021 je bila njegova kapitalizacija 39,8 milijarde USD. Leta 2021 je Cardano postala ena izmed desetih največjih kriptovalut glede kapitalizacije na svetu. Po poročanju medijske hiše Mashable Cardano trdi, da premaguje obstoječe težave na kriptovalutnem trgu; predvsem to, da je bitcoin prepočasen in neprilagodljiv ter da ether ni varen ali razširljiv. Avtorji Cardano štejejo za kriptovaluto tretje generacije.
Cardano razvija in oblikuje skupina akademikov in inženirjev. 

## Tehnični vidiki
Cardano uporablja tehnologijo dokaza o vložku Ouroboros. Bitcoin pa nasprotno uporablja sistem dokaza o delu; za določanje poštene verige blokov se uporabljata prvi vnos v verigo blokov in najdaljša veriga blokov (veriga blokov z največ računalniške moči). Cardano uporablja samo prvi vnos v verigo blokov, nato pa se poštena veriga dokazuje lokalno, ne da bi bila za to potrebna zaupanja vredna stranka.
Kriptovaluta Ada deluje v platformi Cardano Ada na poravnalni ravni. Ta raven je podobna kot pri bitcoinu in beleži transakcije. Druga raven je računska raven. Ta je podobna etherju in omogoča izvajanje pametnih pogodb in aplikacij na platformi.
Cardano nima bele knjige (predstavitvenega dokumenta). Namesto tega uporablja načale zasnove, namenjena izboljšanju težav, s katerimi se srečujejo druge kriptovalute, kot so razširljivost, interoperabilnost in skladnost z zakonodajo. Financira se z začetno ponudbo kovancev.</ref>
Po mnenju Hoskinsona imajo verige blokov, kot je Cardano, bistveno manjše energetske zahteve kot tiste, ki so povezane z verigami, temelječimi na dokazu o delu, npr. bitcoin (glejte tudi Bitcoin#Poraba energije). 

## Razvoj
Cardanov jezik pametnih pogodb razvijalcem omogoča izvajanje preskusov na koncu programa, ne da bi morali zapustiti integrirano razvojno okolje ali uvesti svojo kodo. 
Leta 2017 je podjetje IOHK Univerzi v Edinburghu pomagalo odpreti laboratorij za tehnologijo veriženja blokov.   Leta 2019 sta gruzijski minister za izobraževanje Mhail Batiašvili in Charles Hoskinson s Svobodno univerzo v Tbilisiju podpisala memorandum o soglasju za uuporabo Cardana in , da bi Cardano in na njem slonečo izpeljanko Atalo uporabila za izgradnjo sistema preverjanja poverilnic za Gruzijo. Leta 2018 se je fundacija Cardano povezala z etiopsko vlado, da bi lahko svojo tehnologijo uporabila v različnih panogah po vsej državi. Podjetje IOHK, ki stoji za podjetjem Cardano, je Uniji v Wyomingu podarilo kriptovaluto Ada v vrednosti 500.000 dolarjev za podporo razvoju tehnologije veriženja blokov. Proizvajalec obutve New Balance Athletics bo uporabil distribuirano glavno knjigo veriženja blokov za sledenje pristnosti najnovejšega košarkarskega copata. Platforma bo zgrajena na podlagi blokovne verige Cardano.